# UFC Fight Night: Holm vs. Correia
UFC Fight Night: Holm vs. Correia (también conocido como UFC Fight Night 111) fue un evento de artes marciales mixtas organizado por Ultimate Fighting Championship. Se llevó a cabo el 17 de junio de 2017 en el Singapore Indoor Stadium, en Singapur.

## Historia
El evento es el segundo que la promoción celebra en Singapur después de UFC Fight Night: Saffiedine vs. Lim, en enero de 2014.
El evento estelar contó con el combate entre Holly Holm y Bethe Correia.
El evento coestelar contó con el combate de peso pesado entre Marcin Tybura y Andrei Arlovski.